# Norbert Bilbeny i García
Norbert Bilbeny e Garcia (Barcelona, 1953) é professor de ética da Universidade de Barcelona desde 1980. Ele trabalhou como pesquisador ou professor em várias universidades ao redor do mundo (Berkeley, Toronto, Chicago, México). Sua especialidade são problemas interculturais, a ética da cidadania e cosmopolitismo. 
Além da cátedra, transmitiu as suas ideias através de numerosos livros (em Inglês e Espanhol), alguns dos quais se tornaram referências na área específica. Ele recebeu prêmios literários da Instituição Josep Pla. Como uma articulista ocasional, colaborou com os jornais Diário Avui, Diário de Barcelona e com o La Vanguardia. Ele foi secretário do Ateneu Barcelonès de 1975 a 1979.

## Obras

### Catalão
- 1979 Joan Crexells en la filosofia del Noucents
- 1981 Filosofia i destrucció
- 1984 Entre Renaixença i Noucentisme. Estudis de Filosofia
- 1985 Filosofia contemporània a Catalunya
- 1985 Papers contra la cinta magnètica
- 1988 La ideologia nacionalista a Catalunya
- 1988 Eugeni d'Ors i la ideologia del Noucentisme
- 1989 Puntes al coixí. Converses amb pensadors catalans
- 1990 El laberint de la llibertat
- 1991 L'ombra de Maquiavel. Ètica i política
- 1991 Ètica i justícia
- 1999 Política noucentista. De Maragall a D'Ors
- 2001 El somni americà: un dietari a Berkeley

### Castelhano
- 1990 El discurso de la ética
- 1990 Humana dignidad
- 1992 Aproximación a la Ética
- 1993 El idiota moral. La banalidad del mal en el siglo XX
- 1995 Kant y el tribunal de la conciencia
- 1996 Europa después de Sarajevo. Claves éticas y políticas de la ciudadanía europea
- 1997 La revolución en la ética. Hábitos y creencias en la sociedad digital
- 1998 Política sin estado. Introducción a la filosofía política
- 1998 Sócrates. El saber como ética
- 1999 Democracia para la diversidad
- 1999 El protocolo socrático del liberalismo político
- 2002 Por una causa común. Ética para la diversidad
- 2003 Ética para la vida. Razones y pasiones
- 2004 Ética intercultural
- 2007 La identidad cosmopolita. Los límites del patriotismo en la era global

## Prêmios
- 1979 Prêmio Joan Estelrich
- 1984 Prêmio Josep Pla de narrativa pelo Papers contra la cinta magnètica